# Финанси
Финанси (на латински: financia – наличност, доход) е съвкупност от икономически отношения в процесите на формиране, разпределение и използване на централизираните и децентрализираните фондове за парични средства. В ежедневието думата финанси се използва като синоним на пари, и по-точно – на ликвидни парични средства. Ключова дума в сферата на финансите е бюджетът. Глаголът „финансирам“ означава снабдявам с пари. Съществува и научна дисциплина финанси, която се занимава с изследването и изучаването на процесите и принципите в областта на финансите.
С други думи, финансите служат за разпределение и преразпределение на съвкупния обществен продукт и националния доход, и за формиране и използване на бюджети с цел задоволяване на определени човешки потребности.
Финансите е наука и изкуство за употреба на финансите. Финансите са паричните отношения, свързани с управлението на приходите и разходите на различните институции.
Видове финанси:
1. Държавни финанси (публични финанси): управление на паричните потоци на държавата.
2. Корпоративни финанси (фирмени финанси, финанси на предприятието): управление на входящите и изходящите парични потоци на предприятията.
3. Банково дело: управление на банките.
4. Международни финанси и фондови пазари: управление на приходите и разходите на международната икономика.
5. Лични финанси (персонални или семейни): управление на бюджета на домакинството[2]
6. Социално осигуряване: управление на приходите и разходите на осигурителния институт, пенсионни фондове и други.
7. Лизинг: управление на приходите и разходите на лизинговите компании.
8. Застраховане: управление на застрахователни фондове, които имат за цел да предоставят на застрахованите предпазване от рискове.

## Произход на понятието
В английския език finance като синоним на „управление на средства“ се появява през 1770 г. Ок. 1400 г. се използва със значението на „край“, а от средата на ХV век, под френско влияние, и със значение на „изплащане на дълг“, а към края на ХV век и със значение на „данъчно облагане“. В английския думата навлиза от среднофренския език.
В множествено число се използва и като синоним на парични средства: Предприятието се нуждае от финанси.

## Финансови институции
Финансовите институции осъществяват всички тези дейности по управление на приходи и разходи.
Те могат да се разделят на кредитни и некредитни финансови институции. От своя страна кредитните се делят на банкови кредитни и небанкови кредитни институции. Некредитните финансови институции включват участниците на капиталовия пазар, различни от кредитните институции, участниците на застрахователния и здравноосигурителния пазар и участниците на осигурителния пазар.

## Технически направления на финансите
- Финансови отчети (financial reporting)
- Финансови анализи (financial analysis)

## Информационни технологии във финансите
Информационните технологии във финансите позволяват дейности като борсовата търговия да се електронизират изцяло, а обработката на информация за нуждите на управленските решения в предприятието да се основава на бърз и точен анализ на данните за дейността на предприятието.
Направления:
- Бизнес анализи (business analytics)
  - ERP (финансистите се интересуват най-много от финансовите модули, които им позволяват да извършват своите финансови анализи)
- Е-правителство (засяга държавните финанси, събираемостта на данъци и такси и предоставянето на по-добра услуга от държавата)
- Интернет банкиране
- Електронно банкиране
- Бизнес разузнаване (business intelligence) и свързаните с тях системи за бизнес разузнаване, понякога погрешно наричани в академичните среди в България бизнес интелигентни системи (business intelligence systems). Сравни с превода на Central Intelligence Agency (CIA) като Централно разузнавателно управление (ЦРУ), Military Intelligence (MI) като Военно разузнаване, Secret Intelligence Service като Секретна разузнавателна служба и др.
  - Складове с данни (data warehouses)
  - Онлайн аналитична обработка, известни и като анализи в реално време (OLAP)
- Счетоводни програми за осчетоводяване на операции
- Платформи за онлайн борсова търговия
- Софтуер, който осигурява дейността на търговците на пода на борсата

### Финансов софтуер, който се прилага широко
- Oracle
- SAS (според отрасъла са създадени разновидности на SAS)
- SPSS
- R
- SAP